# Український канадський архів та музей Альберти
Український канадський архів та музей Альберти (UCAMA) — український музей, розташований в Едмонтоні, штат Альберта, Канада. Музей придбав старий готель «Лодж» та Брайтонський блок, розташований на проспекті Джаспер, для розміщення виставкових галерей, зони архівів та бібліотечних ресурсів, сховищ колекцій, навчальних, конференційних та спеціальних зон для програмування.

## Історія
Українці є однією з найбільших етнічних груп канадських прерій. 1972 року одинадцять членів української громади в Едмонтоні під головуванням Григорія та Стефанії Йопик вирішили створити заклад для збереження історії та культури українців Канади. Офіційною датою відкриття музею стало 27 жовтня 1974 року.
2003 року музеєм було придбано готель «Lodge» та «Брайтонський блок» на проспекті Джаспер. Для ремонту цих будівель було отримано 9,2 мільйонів доларів від міста, а також 13 мільйонів доларів від провінції та федерального уряду.
Це місце було обрано не випадково. Його завжди безпосередньо пов'язували з українською громадою, оскільки воно було домом для багатьох українських підприємств у цій місцевості.
Реконструкція готелю була розпочата у 2012 році. Проте, відтоді витрати на реконструкцію зросли до 22 мільйонів доларів. Щоб зібрати гроші необхідні на розвиток музею та продовження реконструкції колишнього готелю, музей планує продати Брайтонськийм блок. Кен Кантор та група розвитку «Primavera» досягли домовленості придбати нерухомість. Це дозволить вносити конкретні зміни в будівлю, яка є захищеним муніципальним історичним ресурсом.

## Місія і бачення
Бачення музею є досить широким і включає низку аспектів для реалізації:
- створення можливості для вивчення української спадщини,
- збагачення колекції музею новими експонатами,
- перенесення колекції музею до сучасної будівлі,
- розширення не лише постійної, а й пересувної колекції предметів, якими володіє музей[6].

## Колекція музею
Збирання колекцією почалося в середині 1960-х років.
Спочатку Григорій Йопик почав контактувати з місцевою українською газетою та опублікував там статтю зі закликом українцям дарувати книги, особисті речі та інші друковані матеріали музею.
Колекція почала розширюватися, і Григорій Йопик почав подорожувати по Альберті у вихідні дні для подальшого збору експонатів для колекції. Він зустрічався з людьми, які бажали пожертвувати речі для його архівів.
Також він із робив фотографії церков у сільській Альберті. Спочатку колекція зберігалася вдома у Григорія Йопика, але, розширюючи архіви йому перестало вистачати місця. Саме тоді була озвучена ідея про придбання приміщення для експонатів.